# Stormé DeLarverie
Stormé DeLarverie (24 de dezembro de 1920 – 24 de maio de 2014) foi uma lésbica butch cujo confronto com a polícia foi um dos momentos decisivos da Rebelião de Stonewall, levando a multidão a agir. Ela nasceu em Nova Orleans, filha de uma mãe afro-americana e um pai branco. Ela era Drag King e se referia a si mesma no masculino quando estava performando. Ela é lembrada como um ícone pelos direitos dos homossexuais e também pelo trabalho no ramo do entretenimento, tendo se apresentado no Apollo Theater e Radio City Music Hall. Ela trabalhou boa parte da sua vida como MC, cantora, segurança e voluntária para patrulhar as ruas, a "guardiã das lésbicas no Village."
Ela é conhecido como "o Rosa Parks da comunidade gay."

## A Rebelião de Stonewall
Quase 50 anos depois, os eventos de 28 de junho de 1969 foram chamados de "o distúrbio de Stonewall." (Stonewall riots). DeLarverie é bem clara de que "distúrbio" não é uma descrição adequada:
Foi uma rebelião, uma insurreição, uma desobediência civil - não foi uma porcaria de distúrbio. ~ Stormé DeLarverie
Na rebelião de Stonewall, um confronto começou quando uma mulher algemada, identificada por testemunhas e por si mesma como tendo sido Stormé, foi brutalmente levada da porta do bar para a viatura. Ela foi levada pelo meio da multidão pela polícia inúmeras vezes, e escapou repetidamente. Ela brigou com pelo menos quatro dos políciais, xingando e gritando, por cerca de dez minutos. Descrita por uma testemunha como uma "típica butch de Nova York" e uma "dyke-stone butch," ela foi golpeada por um polícial com um cassetete por, de acordo com uma testemunha, ter dito que suas algemas eram muito apertadas. Ela estava sangrando por um machucado na cabeça quando ela revidou. Passantes descreveram a mulher, cuja identidade permanece incerta (Stormé foi identificada por alguns, incluindo Fred Sargeant - um dos líderes do Movimento de Juventude Homófila de Nova York dos anos 1960-1970 e testemunha ativa da rebelião de Stonewall - e ela mesma, mas as versões variam). Ela gritou para a multidão quando os viu assistindo a cena: "por que vocês não fazem nada?". Após um policial a colocar na parte de trás da viatura a multidão enlouqueceu. "Foi naquele momento que a cena se tornou explosiva." Alguns se referiram a mulher como "a Rosa Parks da comunidade gay".
“'Ninguém sabe quem deu o primeiro soco, mas os rumores indicam que ela o fez, e ela disse que foi ela.", disse Ms. Cannistraci, dona do bar lésbico do Village, o Henrietta Hudson.
Independentemente de ser ou não a mulher que lutou para sair da viatura policial, todos concordam que ela foi uma das muitas lésbicas butch que lutaram com a polícia durante a rebelião.

## The Jewel Box Revue
Durante a década de 50 e 60, DeLarverie fez parte do circuito de teatro negro como MC (e a única drag king) do Jewel Box Revue, o primeiro local racialmente integrado do circuito drag. Se apresentava regularmente no Apollo Theater no Harlem, assim como em audiências com brancos e negros, algo que era muito raro durante a época da segregação racial nos Estados Unidos. DeLarverie, com uma presença muito bonita, inspirou outras lésbicas a usar o que previamente era considerado "roupas de homem". Ela foi fotografada pela renomada artista Diane Arbus.
Em 1987 Michelle Parkerson lançou a primeira versão do filme Stormé: The Lady of the Jewel Box, sobre DeLarverie e o seu tempo na Jewel Box Revue.

## Honras e vida tardia

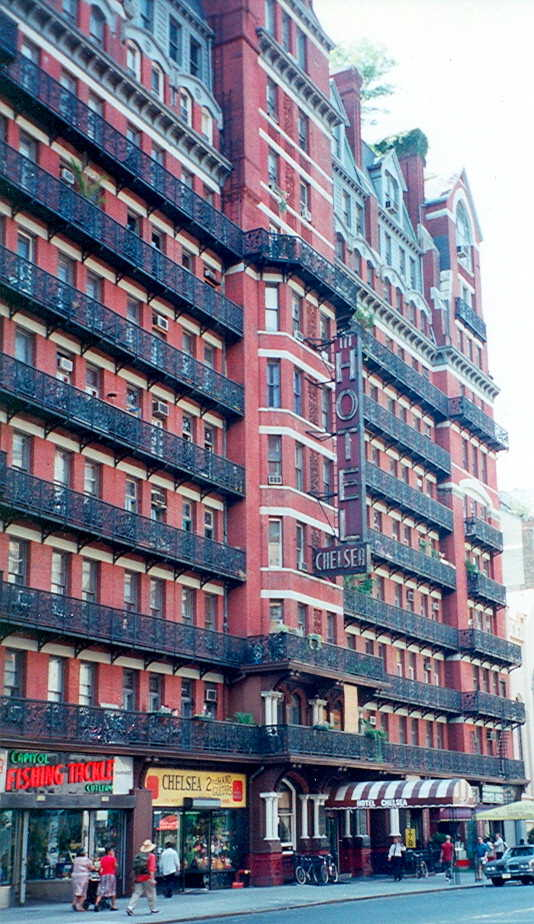
Hotel Chelsea, histórico da cidade de Nova York, onde DeLarverie viveu no sétimo andar dos anos 70 até 2010.

O papel de DeLarverie na libertação gay foi muito além das rebeliões em 1969.

Nos anos 80 e 90 ela trabalhou como segurança para vários bares lésbicos em Nova York. Ela era membra da Stonewall Veterans' Association, tendo os cargos de Chefe de Segurança, Embaixadora e, em 1998 até 2000, Vice Presidente. Ela ia regularmente na marcha do orgulho gay. Por décadas Delarverie serviu como voluntária da comunidade para patrulha das ruas, a "guardiã das lésbicas no Village."
Alta, andrógina e armada - ela tinha porte legal de arma - a senhora DeLarverie andava pela Seventh e Eighth Avenues e pontos entre as duas nos anos 80, patrulhando as ruas e checando bares lésbicos. Ela procurava pelo que chamava "feiura": qualquer forma de intolerância, bullying, ou abuso das suas "garotinhas"... "Ela literalmente andava nas ruas de Manhattan como uma superheroína gay. ... Ela não era para ser perturbada em nenhum nível.” ~ Obituário de DeLarverie no The New York Times
Além de seu trabalho na comunidade LGBT, ela também organizava e participava de angariava fundos para mulheres e crianças abusadas. Quando a perguntavam porque ela escolheu fazer esse trabalho, ela respondia: "Alguém tem que se importar. As pessoas dizem, "por que você ainda faz isso?", e eu respondo "é muito simples. Se as pessoas não se importassem comigo enquanto eu estava crescendo, com a minha mãe sendo negra, crescendo no sul, eu não estaria aqui.’”
Por muitas décadas, DeLarverie viveu no famoso hotel nova-iorquino, o Chelsea, onde ela "vicejava na atmosfera criada por muitos escritores, músicos, artistas e atores."
Entre 2010 e 2014, ela viveu num asilo no Brooklyn.
Em 7 de junho de 2012, a Brooklyn Pride Inc. a honrou na Brooklyn Society for Ethical Culture. O filme de Michelle Parkerson Stormé: The Lady of the Jewel Box, foi exibido. Em 24 de abril de 2014 DeLarverie foi homenageada junto a Edith Windsor pela Brooklyn Community Pride Center, "pela sua coragem e bravura" e foi também apresentada com uma proclamação da advogada pública de Nova York, Letitia James.
Ela morreu pacificamente durante seu sono em 24 de maio de 2014, no Brooklyn.